# Aggenalm
Die Aggenalm (auch: Aggalm) ist eine Alm im Ortsteil Niederaudorf der Gemeinde Oberaudorf.
Zwei Almhütten der Aggenalm stehen unter Denkmalschutz und sind unter den Nummern D-1-87-157-94 und D-1-87-157-95 in die Bayerische Denkmalliste eingetragen.

## Baubeschreibung
Die westliche Hütte auf der Oberen Aggenalm, die sogenannte Lamplhütte, ist ein erdgeschossiger Blockbau auf einem Steinsockel, und wurde um 1700 errichtet.
Die östliche Hütte, die sogenannte Zaglacher Hütte, ist ein Satteldachbau auf einem hohen Natursteinsockel mit Hochlaube. Die Firstpfette ist mit dem Jahr 1890 bezeichnet.

## Heutige Nutzung
Die Aggenalm wird landwirtschaftlich genutzt. die Obere Aggenalm ist als Lamplalm bewirtet.

## Lage
Die Aggenalm befindet sich in der Nähe des Skigebietes am Sudelfeld auf einer Höhe von 1030 m ü. NN.